# Ilattia rufa
Ilattia rufa là một loài bướm đêm trong họ Noctuidae.